# Зграда Народне библиотеке у Новом Бечеју
Зграда Народне библиотеке у Новом Бечеју је зидана почетком двадесетог века, као стамбена породична кућа. То је приземна кућа, правоугаоне основе са затвореном верандом са задње стране. Улична фасада је богато декорисана класицистичким и сецесијским елементима док је дворишна фасада обликована у стилу класицизма. Иза куће је пространо двориште са живописним помоћним објектима утонулим у богато зеленило. Ту су некадашња кућа за послугу, штале, шупе, пољски клозет са резбареним украсима, као и декоративно обрађена пумпа за воду од ливеног гвожђа.

## Галерија
- Дворишна фасада
- Улаз у библиотеку